# ワッツ暴動

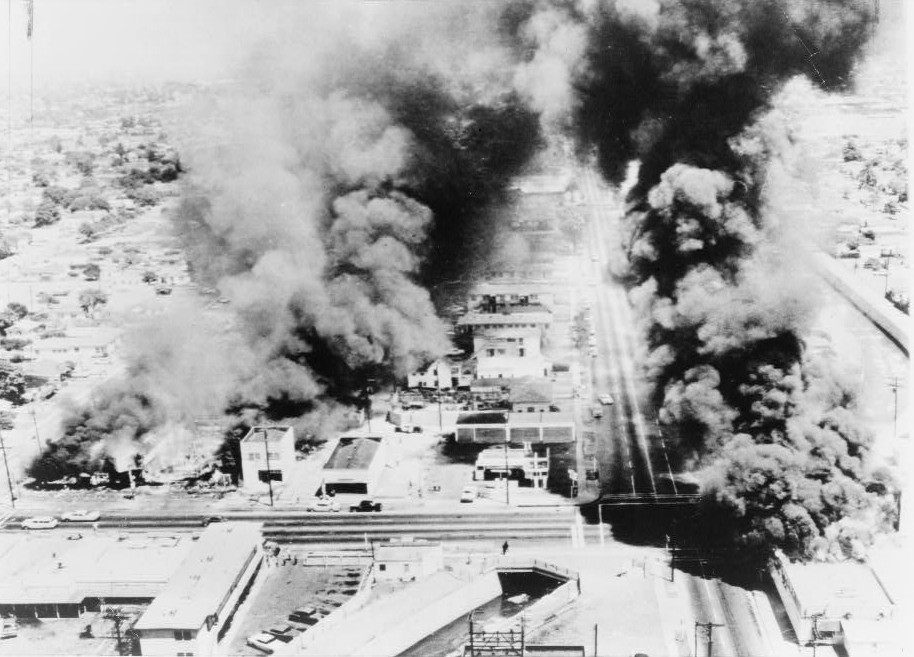
暴動で燃える町並み

ワッツ暴動（ワッツぼうどう、Watts Riots）とは、1965年8月11日から8月17日にかけてアメリカ合衆国のワッツ市（カリフォルニア州、現在はロサンゼルス市に吸収）で発生した暴動事件。

## 概要・背景
当時ワッツの住民の実に99％を黒人が占めていたのに対し、地域を担当していた警察官にはほとんど黒人がおらず、地域住民の感情には黒人差別思想を持つ警察への不信感が根深かった。加えて失業率も高く高等教育を受けている住民も少なかったことから、一種のスラム街になっていたことなど地域住民の不平不満は高いものであった。

## 暴動の経緯

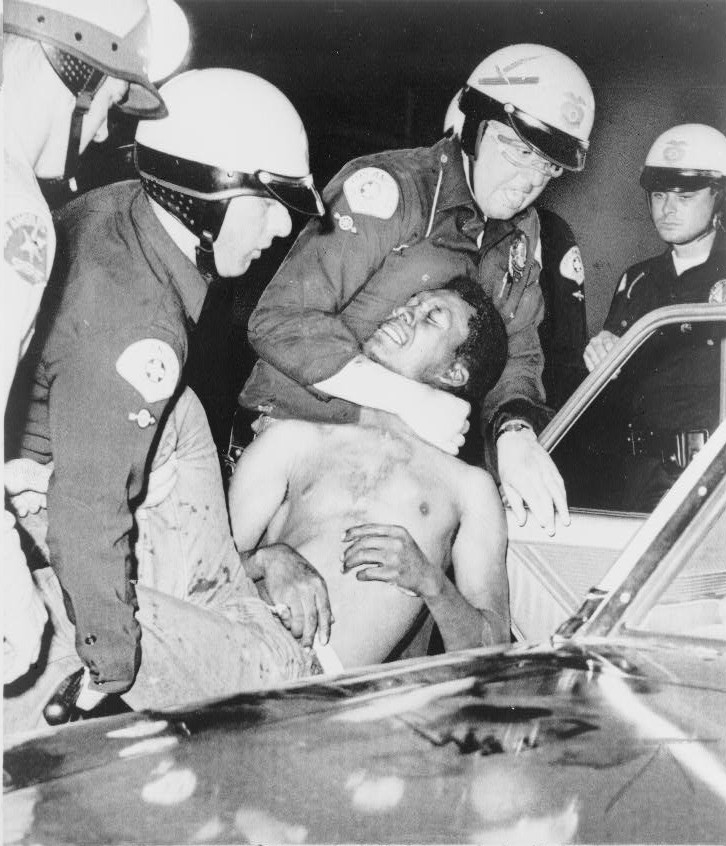
警察が暴動中に男を逮捕している様子

白人のハイウェイ・パトロールが、道路上を蛇行運転していた黒人男性マーケット・フライ(21)を尋問。尋問した途端に周囲の黒人が集まって来て、検挙の一部始終を見守った。結局、ハイウェイ・パトロールは運転していた当人と弟・母親を逮捕。黒人コミュニティの住人は、フライが乱暴に扱われ、警官が妊娠中の女性を蹴飛ばしたという噂を流した。これを切っ掛けに暴動が発生し、警察官の襲撃から市街地における集団略奪や放火へ発展。州兵を投入して鎮圧する事態にまで及んだが、暴動が続いた6日間で死者34人・負傷者1,032人を出し、逮捕者は約4,000名にも及び、損害額は3,500万ドルにまで上った。

## 余波
1960年代にはワッツの様に、黒人居住地域がスラム街となっている状況はアメリカ全土で見られ、折からの公民権運動の高まりによる人種差別への反発から同種の暴動は、この頃全土で発生していた。政府も州も暴動の鎮圧には力を振るったものの、根本的な原因となった居住地域における生活改善や人種差別の解消には更なる時間が必要となった。